# Ваганово (платформа)
Вага́ново — платформа Ириновского направления Октябрьской железной дороги на 41-м километре линии Пискарёвка — Ладожское Озеро.
Расположена на однопутном участке Мельничный Ручей — Ладожское Озеро, между станцией Борисова Грива и платформой 44 км в одноимённом посёлке Всеволожского района Ленинградской области. Имеет 1 боковую платформу и билетные кассы.
Во время Великой Отечественной войны здесь находился разъезд, впоследствии он был разобран. Платформа электрифицирована в 1966 году в составе участка Мельничный Ручей — Ладожское Озеро. Ранее от платформы на юг ответвлялся подъездной путь в Ладожский Трудпосёлок.
Рядом проходит автодорога из города Всеволожск в так называемый посёлок Осиновец (официальное название — посёлок при станции Ладожское Озеро). Поблизости находятся военная часть и страусиная ферма, а дальше в сторону Ладожского озера — мемориал «Разорванное кольцо» у Вагановского спуска. Это конец сухопутного участка Дороги жизни: отсюда машины уходили на ледовую трассу.
На платформе останавливаются все проходящие через неё пригородные электропоезда.
В 2012 году проведен ремонт платформы — заменено асфальтовое покрытие, ограждения, лестницы, установлены новые указатели с названием платформы, были установлены новые осветительные столбы с современными светильниками. В настоящее время светильники отсутствуют.

## Фотогалерея

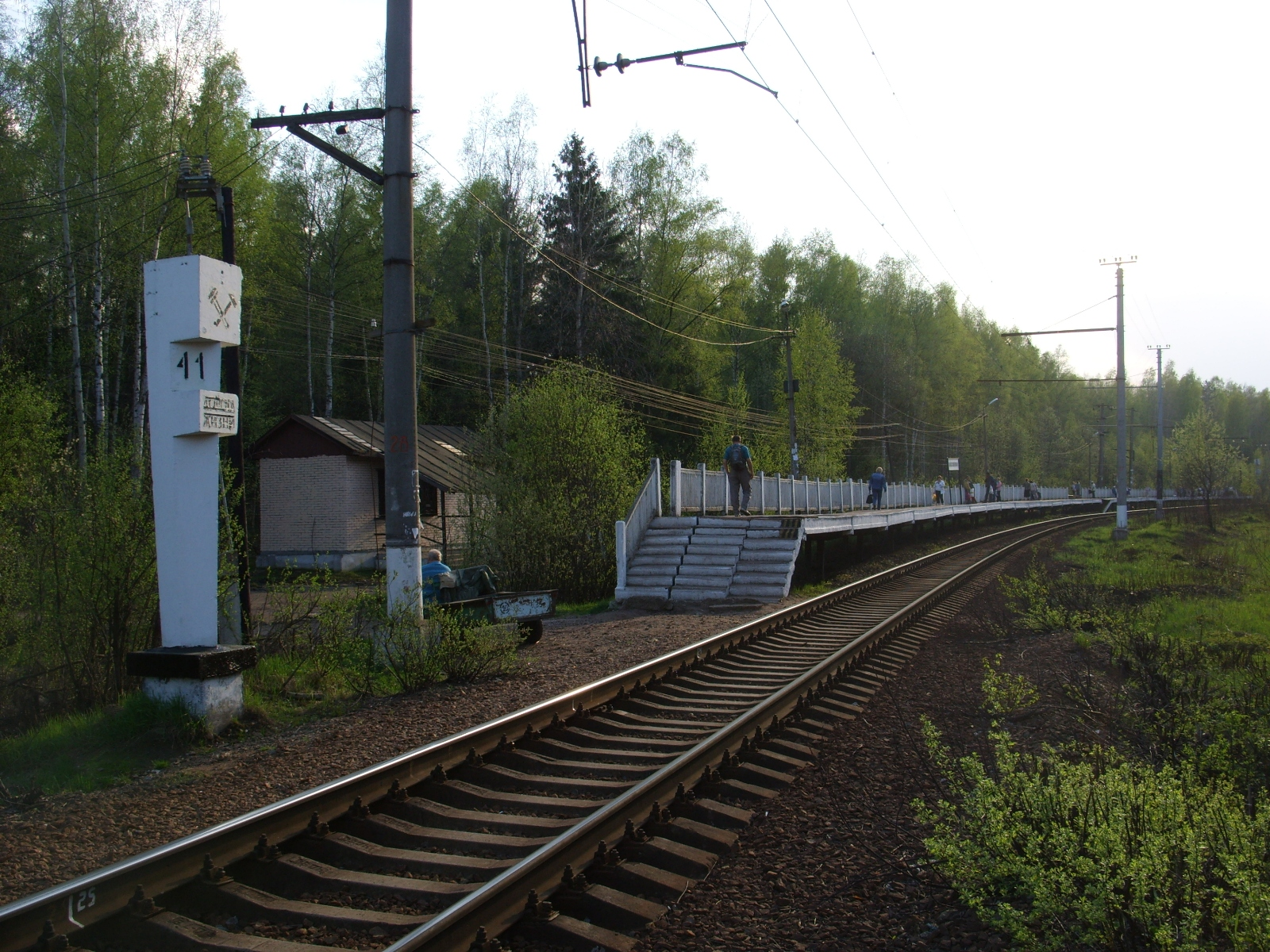
Вид в сторону Санкт-Петербурга
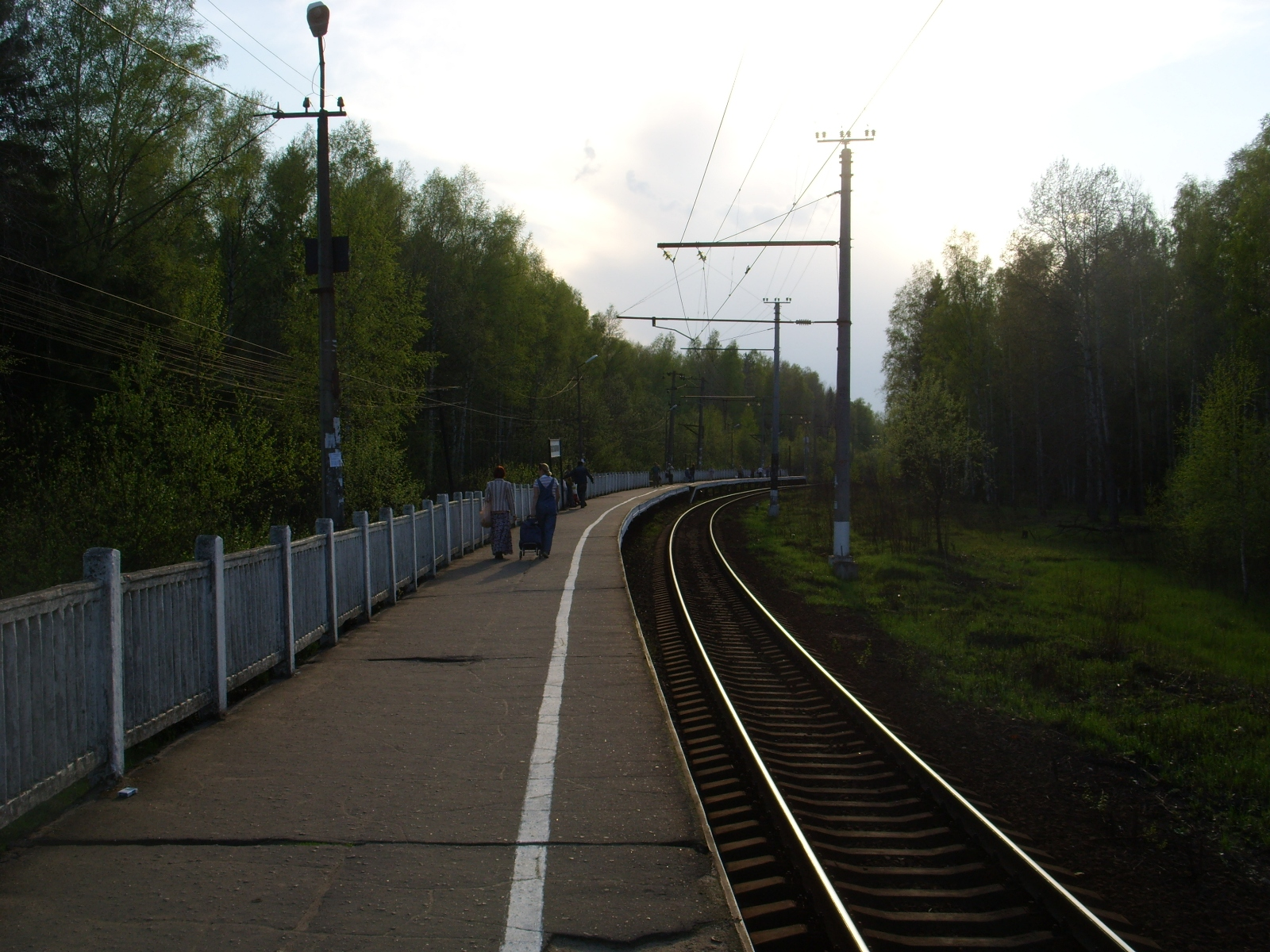
Вид в сторону Санкт-Петербурга
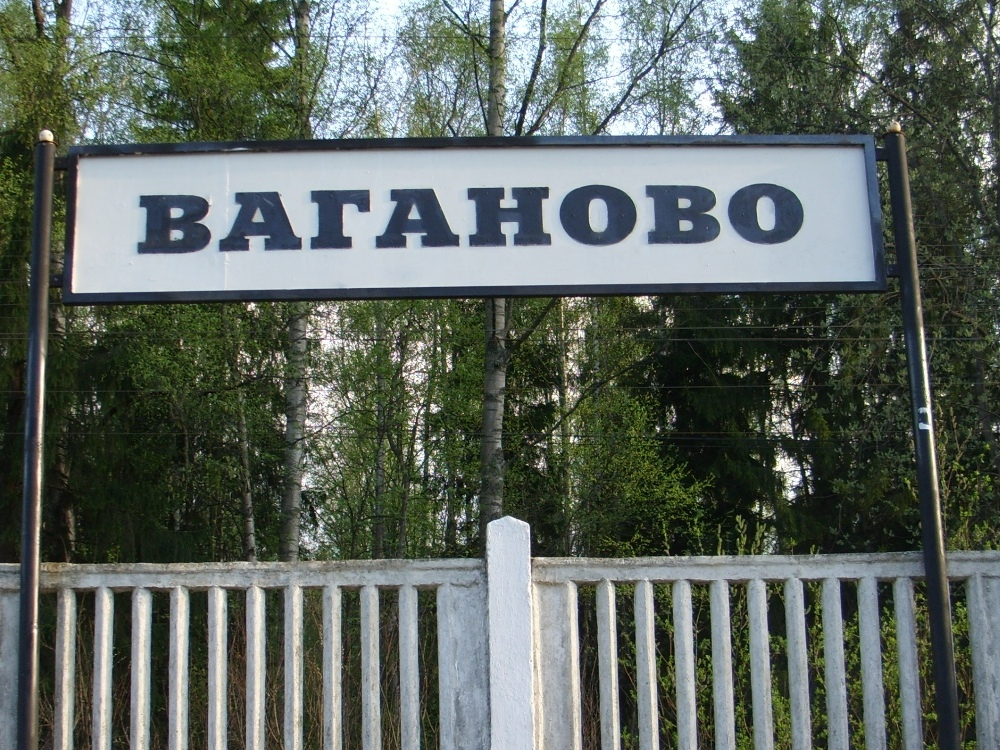
Указатель с названием платформы